# Jean Serra
Jean Paul Frédéric Serra (né le 20 mars 1940 en Algérie) est un mathématicien et ingénieur français connu comme l'un des cofondateurs (avec Georges Matheron), de la morphologie mathématique lorsqu'il était chercheur à l'École des mines de Paris. Il a enseigné à l'ESIEE Paris.